# Myoprocta acouchy
Акучі червоний (Myoprocta acouchy) — вид гризунів родини агутієвих, що зустрічається в Гаяні, Суринамі, Гвіані, Бразилії та на північ від Амазонки і на схід від річки Ріу-Бранку. Це наземний вид, що живе в низинних вічнозелених тропічних лісів. Моногамний. Є важливим розповсюджувачем насіння дерев. По всьому ареалу M. acouchy є об'єктом полювання. Деякі корінні народи Бразилії тримають цього акучі як домашню тварину. Мешкає в деяких природоохоронних зонах.